# 天山大戟
天山大戟（学名：Euphorbia thomsoniana）为大戟科大戟属的植物。分布于巴基斯坦、中亚、印度以及中国大陆的新疆等地，生长于海拔2,000米至4,500米的地区，多生在灌丛、干旱沙质、高山草甸、石质山坡以及岩石缝中，目前已由人工引种栽培。

## 异名
- Euphorbia tianschanica Prokh.